# Hippies from Hell
Hippies from Hell is een Nederlandse film over een groep hackers, artiesten en techneuten, die elkaar kenden via de gelijknamige mailinglist. De film is gemaakt door Ine Poppe en werd gepresenteerd op de IDFA van 2002. 
De film is een documentaire en bevat interviews met diverse "hippies". Onder andere XS4all-oprichter Rop Gonggrijp komt aan het woord. Daarnaast zijn enkele scènes  te zien waarbij aspecten van de hackercultuur aan de orde komen, zoals lockpicken. 
De film is gelicenseerd onder een Creative Commons Naamsvermelding-Niet-commercieel-Gelijk delen 1.0-licentie. 